# Dongguan
Dongguan (kineski: 东莞 市) je grad na razini prefekture u središnjoj provinciji Guangdong u Kini. 
Kao važan industrijski grad u Delti Biserne rijeke, Dongguan graniči s glavnim gradom provincije Guangzhouom na sjeveru, Huizhouom na sjeveroistoku, Shenzhenom na jugu i Bisernom rijekom na zapadu. Dio je Delte Biserne rijeke s više od 44,78 milijuna stanovnika prema popisu stanovništva iz 2010. godine, na području devet administrativnih cjelina (uključujući Makao) na površini od 17,573 četvornih kilometara.
Grad ima mnogo izravnih stranih ulaganja. Dongguan je jedan od vodećih kineskih gradova po izvozu. U njemu se nalazi i drugi najveći trgovački centar na svijetu South China Mall", koji bilježi povećane aktivnosti. Najveći je u Dubaiju. Većina suvremenog stanovništva govori mandarinski zbog velikog priljeva ekonomskih migranata iz drugih dijelova Kine. U gradu se nalazi nekoliko sveučilišta, uključujući Sveučilište za znanost i tehnologiju Guangdong, Medicinsko sveučilište Guangdong i Tehnološko sveučilište Dongguan.

## Povijest
Iako se najraniji tragovi ljudskog stanovanja na tom području protežu 5000 godina unatrag, pojava Dongguana kao pravog grada nedavna je pojava.
1839. godine, na početku Prvog opijumskog rata, velike količine zaplijenjenog opijuma uništene su u Humenu, gradu koji danas pripada Dongguanu. Na ovom se području vodilo nekoliko glavnih ratnih bitaka.
Tijekom Drugog svjetskog rata, grad je služio kao baza za gerilski otpor protiv japanske okupacije.
Budući da je prije bio okrug prefekture Huiyang, dok je njegovo gospodarstvo zasjenilo glavni grad prefekture Huizhou, Dongguan je 1985. stekao status grada, a tri godine kasnije nadograđen je na status grada prefekture. Tijekom tog razdoblja grad je promijenio fokus iz poljoprivrednog u proizvodno središte, s prosječnim godišnjim rastom do 18%.
Grad je zauzeo 13. mjesto na popisu najinovativnijih kopnenih gradova po časopisu "Forbesu" u Kini, kao i 18. mjesto na popisu najdinamičnijih gradova na svijetu po časopisu "Foreign Policy".